# Fuente la Reina
Fuente la Reina là một đô thị trong tỉnh Castellón, Cộng đồng Valencia, Tây Ban Nha. Đô thị Fuente la Reina có diện tích 7,5 km², dân số theo điều tra năm 2010 của Viện thống kê quốc gia Tây Ban Nha là 49 người. Đô thị Fuente la Reina nằm ở khu vực có độ cao 811 mét trên mực nước biển.